# Zeinab Evelyne Jacques
 (mai 2025).
Motif : Où sont les sources secondaires, centrées sur cette personne et indépendantes qui montrent que les critères d'admissibilité sont atteints ?
- Archive Wikiwix
- Bing
- Cairn
- DuckDuckGo
- E. Universalis
- Gallica
- Google
- G. Books
- G. News
- G. Scholar
- Persée
- Qwant
- (zh) Baidu
- (ru) Yandex
- (wd) trouver des œuvres sur Wikidata

| 1. | Préciser le motif de la pose du bandeau. | Précisez le motif de la pose du bandeau en utilisant la syntaxe suivante : {{admissibilité à vérifier\|date=mai 2025\|motif=remplacez ce texte par le motif}}                               |
| 2. | Informer les utilisateurs concernés.     | Pensez à avertir le créateur de l'article, par exemple, en insérant le code ci-dessous sur sa page de discussion : {{subst:avertissement admissibilité à vérifier\|Zeinab Evelyne Jacques}} |

 (mai 2025).
Zeinab Evelyne Jacques est une femme politique malienne et présidente de la Coalition des Forces Juvéniles pour le Renouveau (COFOR-Mali), une organisation engagée dans la promotion de la participation des jeunes aux processus politiques et sociaux au Mali. Son travail se concentre sur la formation civique, le plaidoyer pour l'inclusion des jeunes dans les réformes institutionnelles et l'accompagnement des générations montantes vers un engagement citoyen actif.  

## Parcours et engagement
Sous sa présidence, la COFOR-Mali a lancé en août 2023 un projet de formation sur la participation des jeunes au processus électoral, visant à renforcer leur rôle dans les élections présidentielles et locales. Ce projet, soutenu par des partenaires nationaux et internationaux, cible 850 jeunes à travers le Mali, dont 500 dans le District de Bamako et 50 en Côte d'Ivoire, avec des ateliers sur le code électoral, le lobbying et les mécanismes de gouvernance.  
Jacques a souligné lors d’un point de presse que cette initiative répondait à un besoin urgent identifié lors de campagnes de sensibilisation à Bamako et Kati, où les jeunes ont exprimé leur désir de mieux comprendre les transformations politiques en cours dans le pays. Elle défend l’idée que leur implication est cruciale pour la stabilité sociale et la réussite des réformes.  
Zeinab Evelyne Jacques promeut une approche inclusive et pédagogique. Selon elle, former les jeunes à la citoyenneté permet de combattre l’apathie politique et de prévenir les crises liées à l’exclusion. La COFOR-Mali organise régulièrement des activités dans toutes les régions maliennes, de Kayes à Kidal, en collaboration avec des acteurs locaux et internationaux.  
Elle insiste également sur la nécessité de dialoguer avec les institutions électorales et les parties prenantes pour garantir des élections transparentes. Son leadership a permis à la coalition de devenir un interlocuteur clé dans les débats sur la jeunesse et la démocratie au Mali.  

## Reconnaissance et héritage
Son action a contribué à positionner la COFOR-Mali comme une force motrice dans l’écosystème associatif malien. Bien que peu documentée dans les médias internationaux, son influence locale est notable, notamment à travers des partenariats avec des organisations comme Le Sursaut et des médias tels que l’ORTM.